# Neurobiology of Aging
Neurobiology of Aging es una revista científica mensual revisada por pares publicada por Elsevier. El editor en jefe es Peter R. Rapp. Neurobiology of Aging publica investigaciones en las que el énfasis principal aborda los mecanismos de los cambios en el sistema nervioso durante el envejecimiento y en las enfermedades relacionadas con la edad. Los enfoques son conductuales, bioquímicos, celulares, moleculares, morfológicos, neurológicos, neuropatológicos, farmacológicos .y fisiológico.

## Resumen e indexación
Neurobiología del envejecimiento está resumida e indexada en
- BIOSIS ,
- Current Contents /Ciencias de la Vida,
- Embase
- MEDLINE
- PsicoINFO
- Alerta de investigación
- Science Citation Index Expanded (SCIE)
- Scopus .

Según Journal Citation Reports , Neurobiology of Aging tiene un factor de impacto de 4.673 en 2020.

## Métricas de revista
2022
- Web of Science Group :4,673
- Índice h de Google Scholar:196
- Scopus: 4,877